# Parafia greckokatolicka św. Kosmy i Damiana w Przemkowie
Parafia greckokatolicka Świętych Kosmy i Damiana w Przemkowie – parafia greckokatolicka w Przemkowie. Parafia należy do eparchii wrocławsko-koszalińskiej i znajduje się na terenie dekanatu zielonogórskiego.

## Historia parafii
Parafia greckokatolicka pw. Świętych Kosmy i Damiana w Przemkowie funkcjonuje od 1958 r., księgi metrykalne są prowadzone od roku 1959.

## Świątynia parafialna
Cerkiew greckokatolicka znajduje się w Przemkowie przy placu Cerkiewnym.